# Piruvat deshidrogenasa
S'han reconegut fins avui tres tipus de piruvat deshidrogenasa.
- Piruvat deshidrogenasa (acetil transferidora) o PDH.
- Piruvat deshidrogenasa (NADP+).
- Piruvat deshidrogenasa (citocrom).

Els tres tipus, la seva funció és realitzar la descarboxilació oxidativa del piruvat a acetat desprenent-se diòxid de carboni.

## Piruvat deshidrogenasa (acetil transferidora)
L'enzim Piruvat deshidrogenasa (acetil transferidora) o PDH EC
catalitza la reacció de descarboxilació oxidativa del piruvat utilitzant com a cofactor la tiamina difosfat.
Piruvat + (dihidrolipoil-lisina-residuo acetiltransferasa] - lipoil-lisina {\displaystyle \rightleftharpoons } (dihidrolipoil-lisina-residuo acetiltransferase) - S-acetildihidrolipoil-lysina + CO₂
Forma part del complex multienzimàtic piruvat deshidrogenasa estant la unitat del mateix E1. Els altres components del complex són la dihidrolipoil-lisina-residuo acetiltransferasa (DLAT) i la dihidrolipoil deshidrogenasa (DLD) com a components E2 i E3 respectivament.

### Tipus de PDH humanes
Als humans existeixen tres gens que codifiquen la PDH.
- PDHA1. Piruvat deshidrogenasa cadena alfa. Té una longitud de 390 aminoàcids. La deficiència a PDHA1 és causa de la Deficiència en piruvat descarboxilasa component E1 (Deficiència en PDHE1). La deficiència a PDHE1 és el més comú dels defectes enzimàtics en pacients com a acidosi làctica primària. Està associada amb fenotips clínics variables des de la mort neonatal fins a la supervivència prolongada complicada per retard en el desenvolupament, convulsions, atàxia i apnea. La deficiència a PDHA1 també és causa del Síndrome de Leigh lligada al cromosoma X (LS[Enllaç no actiu]). El LS és una síndrome neurodegenerativa progressiva de prematura aparició amb una neuropatologia característica consistent en lesions focals i bilaterals en una o més regions del sistema nerviós central, incloent el tronc de l'encèfal, tàlem, ganglis basals, cerebel i medul·la espinal. Les lesions són àrees de demielinació, gliosi, necrosi, espongiosi o proliferació capil·lar. Els símptomes clínics depenen de quines àrees del sistema nerviós central estiguin afectades. La causa comuna de totes les lesions és un defecte a la fosforilació oxidativa. La LS pot ser causa d'una deficiència de qualsevol dels complexos de la cadena respiratòria mitocondrial.
- PDHA2. Piruvat deshidrogenasa cadena alfa específica dels testicles. Té una longitud de 388 aminoàcids i s'expressa a les cèl·lules espermatogèniques postmeiòtiques.
- PDHB. Piruvat deshidrogenasa cadena beta. Existeixen dues isoformes d'aquest polipèptid. La isoforma 1 té 359 aminoàcids i la 2 341. La deficiència a PDHB és causa de la Deficiència en PDHE1.

L'enzim es presenta formant tetràmers de dues unitats alfa i dues unitats beta. La seva localització cel·lular és la matriu mitocondrial.

### Regulació
L'activitat de l'enzim es regula mitjançant la fosforilació de la cadena alfa (inactivació) portada a terme per la piruvat deshidrogenasa cinasa i defosforilació de la cadena alfa (activació) portada a terme per la piruvat deshidrogenasa fosfatasa.
La PDH és estimulada per la insulina, fosfoenolpiruvat i AMP, però és completament inhibida per l'ATP, NADH i acetil-CoA.

## Piruvat deshidrogenasa (NADP+)
L'enzim Piruvat deshidrogenasa (NADP+) EC 1.2.1.51 catalitza la reacció de descarboxilació oxidativa del piruvat segons la següent equació.
Piruvat + CoA + NADP+ {\displaystyle \rightleftharpoons } Acetil-CoA + CO₂ + NADPH
Aquest enzim és inhibit per l'oxigen. Es presenta com un homodímer i s'uneix a una molècula de FAD, a una molècula de FMN i a la tiamina pirofosfat. Està present en organismes com la Anabaena variabilis, Chlorobium chlorochromatii, Cryptosporidium parvum (Q968X7), Entamoeba dispar i Euglena gràcilis (Q94IN5).

## Piruvat deshidrogenasa (citocrom)
L'enzim deshidrogenasa (citocrom) EC 1.2.2.2 catalitza la reacció de descarboxilació oxidativa del piruvat segons la següent equació.
Piruvat + Ferricitocrom b1 + H₂O {\displaystyle \rightleftharpoons } Acetat + CO₂ + Ferrocitocrom b1
És un enzim bacterial i es presenta com un homotetràmer al qual s'uneix una molècula de FAD, una molècula de tiamina pirofosfat i un ió magnesi. La seva localització cel·lular és la membrana cel·lular i s'activa per digestió proteolítica limitada.